# Crocodylus anthropophagus
Crocodylus anthropophagus es una especie extinta de cocodrilo del Plioceno-Pleistoceno de Tanzania. Vivió hace 1,84 millones de años.

## Etimología

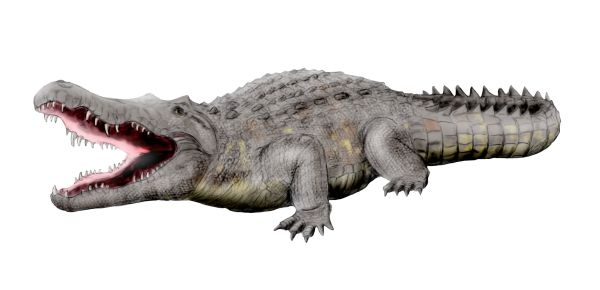
Reconstrucción de Crocodylus anthropophagus.

El nombre anthropophagus viene del griego "anthropos" y "phagos" que significa antropófago, en referencia a las pruebas encontradas que demuestran que este animal incluía a homínidos en su dieta.

## Distribución
La localidad tipo es del Plio-Pleistoceno, en la Garganta de Olduvai en el norte de Tanzania. Su localidad tipo está cerca de las de los homínidos Homo habilis y Paranthropus boisei.

## Descripción

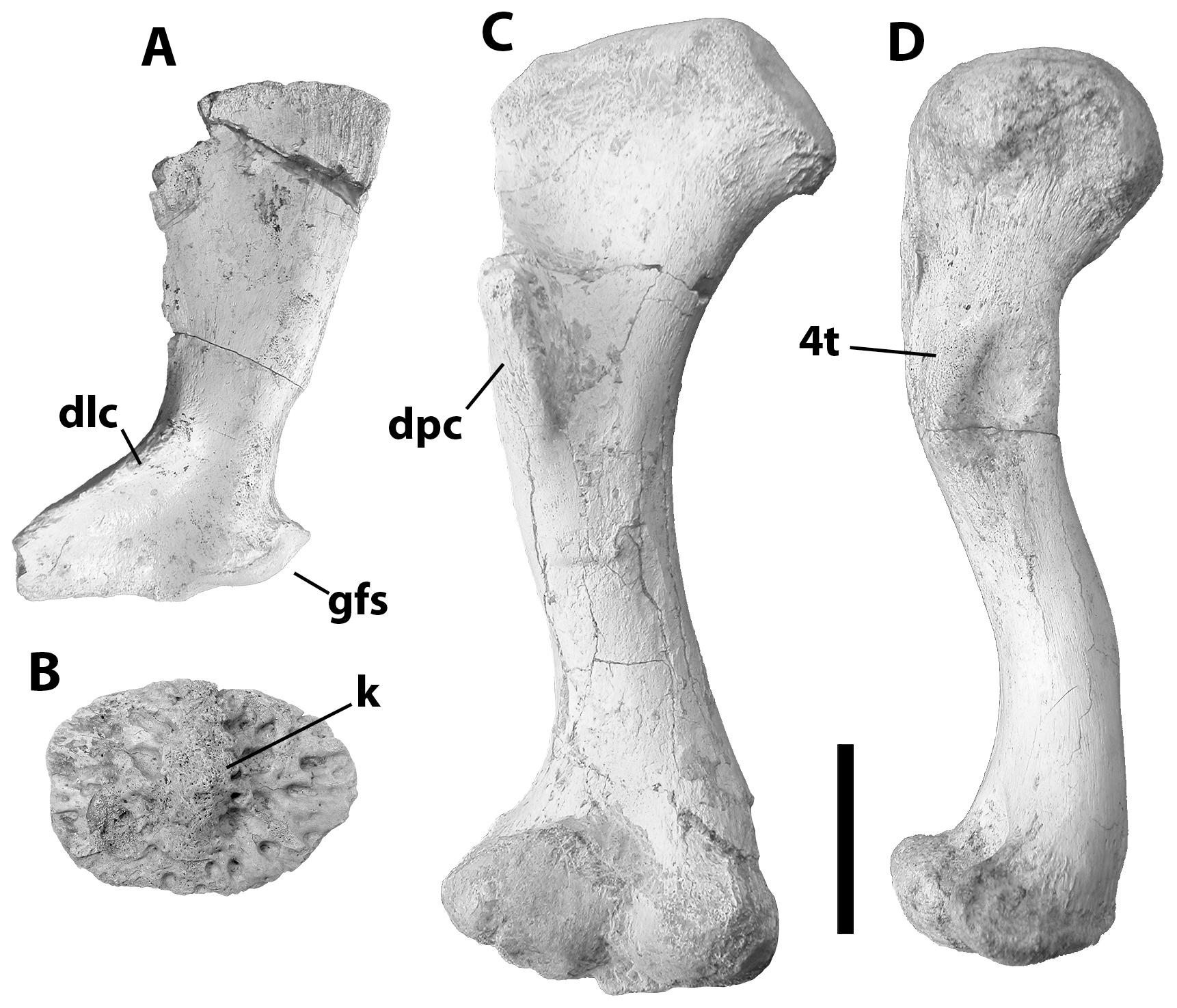
Esqueleto postcraneal de Crocodylus anthropophagus.

La descripción se basa en un cráneo y un esqueleto parciales. Tenía unos prominentes “cuernos” triangulares sobre los oídos y un morro relativamente largo, que recuerda al recientemente extinto cocodrilo malgache Voay robustus, pero el Crocodylus anthropophagus carece de otros caracteres encontrados en los osteolaeminos comparte similitudes con las especies actuales de Crocodylus.

## Paleoecología
Crocodylus anthropophagus fue el mayor predador que encontraron los homínidos de la Garganta de Olduvai, tal como indican las marcas de mordedura que aparecen en algunos de ellos.